# Étienne Baluze
Étienne Baluze (Tulle, 1630. december 30. – Párizs, 1718. július 28.) francia jog- és egyháztörténész, történetíró, jogtudós, könyvtáros.

## Élete
1667-ben Colbertnél könyvtárnoki állást foglalt el, melyet 15 évig viselt. 1707-ben XV. Lajos a Collège royal felügyelőjévé nevezte ki. Később a Histoire généalogique de la maison d'Auvergne című munkája miatt száműzték. Száműzetéséből csak 1713-ban tért vissza Párizsba. Kiváló érdemeket szerzett egyházjogi jogforrások és egyházi írók műveinek kiadása által. Így függeléket kezdett meg Labbé zsinatgyűjteményéhez Nova collectio conciliorum seu supplementum ad collectionem Phil. Labbei (Paris, 1683, majd 1707) cím alatt, amelynek azonban csak első kötete jelent meg. Kiadásai továbbá: Epistolae lnocentii III. (Paris, 1682); Reginonis Prumiensis libri duo de eccles. disciplina etc. (Paris, 1671). Ebben, valamint az Ant. Augustinus De emendatione Gratiane művének 1672-ben eszközölt kiadásához írt jegyzeteiben és Dissertatio de capitularium regum Francorum, nomine, dignitate, auctoritate et usu tam in rebus ecclesiasticis, quam politicis. Gallande Collectiojában megjelent művében gazdag adatokat szolgáltat az egyházjog és főleg az egyházjogi források történelméhez.